# 栗子国際スキー場
栗子国際スキー場（くりここくさいスキーじょう）は、山形県米沢市板谷に存在したスキー場。
少雪や福島第一原子力発電所事故に伴う風評被害、リフトの整備費・車両更新費用の資金調達の困難を理由に2016年シーズンより休業しており、その後2018年時点では外部資本導入のめどが立ち設備修繕を行ったうえで2019年度以降の営業再開計画があったものの、その後具体的進展には至っていない。

## 沿革
- 1966年12月 - ジークライト化学礦業（現・ジークライト）が中心となり、板谷観光開発を設立[4]。
- 1967年[4]
  - 7月 - スキー場施設着工。
  - 11月 - リフト施設竣工。
  - 12月 - 建物関係竣工。
  - 12月14日 - 落成式開催[4]。
  - 12月17日 - 正式開業[4]。板谷観光開発により運営[1]、リフト・ロープトウ各2基と120人収容のロッジを備えた[5]。
- 1968年 - リフト1基・第2食堂を設置[4]。
- 1969年 - 夏季の集客策としていちご園・釣り堀を設置[4]。
- 1976年 - 東日本フェリー子会社の東日本観光が板谷観光開発の4割の株式を取得し、東日本フェリーグループに経営権を譲渡[4]。
- 1983年 - 約12億円を投じペアリフト更新やシングルリフトの新設やナイター設備設置[4]、新ロッジ「ホテルバレーブランシェ」開業[5]。
- 1991年 - ピークとなる23万人超の利用者数を記録[1]。
- 1992年 - 運動場・キャンプ場造成。
- 1993年 - 温水プール「栗子クアドームDUO」開業[6]。総事業費60億円、鉄筋コンクリート造3階建てでレストラン・温泉浴場・売店を備えた床面積6280平米の管理棟とプール・ウォータースライダーを備えた床面積3500平米のドーム棟を整備した[7]。
- 2003年 - 板谷観光開発が親会社東日本フェリーの倒産とウィンタースポーツ不況の影響を受け10月に倒産[1]、負債総額30億円で自己破産となった[8]。スキー場は元従業員による新会社「栗子観光開発」により営業を継続[1]。
- 2004年 - 栗子クアドームDUO解体[6]。
- 2009年 - プラネットワークが営業を継承[2]。
- 2016年 - この年のシーズンより長期休業[1]。

## ゲレンデ
- 初級者向け
  - エコーコース…上級者コースに架けられたリフトで上がるものの、小山を大きく迂回するなだらかなコースとなっている。
  - スカイラインコース…スキー場最上部のコース。
- 中級者向け
  - ゴールドラインコース
  - バレーラインコース
  - グランプリコース…スキー場のメインコース的存在。高速リフトがかかり、また変化に富む。
- 上級者向け
  - レインボーコース…スキー場のベースに向けて一気に落ち込むコース。レストランなど多く人の集まる場所から非常によく見えるため、高速で滑降するスキーヤーなどはとても目立つ。

## 施設
- リフト4基
- フードコーナー
- ホテルバレーブランシェ（鉄骨造地下1階・地上5階建て）[4]
- 駐車場
- 更衣室

## アクセス
- 鉄道
  - JR東日本奥羽本線（愛称・山形線）板谷駅より無料送迎バスで5分
- 車
  - 東北自動車道福島飯坂ICより国道13号を米沢方面に20km、東栗子トンネルを抜けて山形県に入ってすぐ
  - 東北中央自動車道米沢八幡原ICより国道13号を福島方面に13km

国道13号から直接アクセスできるので、車でのアクセスが非常にいいスキー場と言える。ストレスの溜まるような山道走行は皆無と言ってよい。但し豪雪地帯なのでスタッドレスタイヤまたはタイヤチェーン（流れの速い幹線道路を走るので金属チェーンは避けたい）は必携である。